# Miss Caribe
Miss Caribe és una pel·lícula espanyola en clau de comèdia dirigida el 1988 per Fernando Colomo. Va utilitzar un galió que havia sobrat del rodatge d'El Dorado. La seva protagonista, Ana Belén, fou candidata al Goya a la millor actriu.

## Argument
Alejandra és una mestra valenciana, molt recatada, que és a punt de casar-se amb Jesús, rep la notícia de la mort del seu pare a un país d'Amèrica Central. Com a herència, li ha deixat un antic galió espanyol que no flota, anomenat "Miss Caribe" i que és en realitat un bordell flotant. Ella intenta reconvertir-lo en un restaurant especialitzat en paelles.

## Repartiment
- Ana Belén - Alejandra
- Santiago Ramos - Max
- Juan Echanove - Jesús
- Chus Lampreave - Doña Petra
- Mirtha Echarte - Lupita
- Buffy Dee - Rambo
- Robert Gwaltney - Sunset